# Memory (canción)
«Memory», algunas veces incorrectamente llamada "Memories", es una canción popular del musical Cats de Andrew Lloyd Webber estrenado en 1981. El tema es cantado por el personaje Grizabella, una gata tiempo atrás glamorosa que hoy es una sombra de lo que supo ser. La canción es una remembranza nostálgica de su glorioso pasado y una declaración de sus deseos de comenzar una nueva vida. Brevemente entonada durante el primer acto y completamente cerca del final del musical, "Memory" constituye su clímax dramático y es la más popular y conocida de sus canciones. Sus compositores, Lloyd Webber y Nunn recibieron en 1981 el Premio Ivor Novello por Mejor canción.

## Origen y composición
La letra escrita por el director de Cats Trevor Nunn, está basada en "Preludes" y "Rhapsody on a Windy Night", ambos poemas de T. S. Eliot. Tim Rice, quien fuera la anterior pareja creativa de Lloyd Webber, y Don Black, el por entonces colaborador, entregaron para consideración de los productores del musical una letra propia; sin embargo, se optó por la versión de Nunn. Elaine Paige manifestó haber cantado una letra diferente para la melodía de Memory en las diez primeras representaciones de Cats previas a su estreno.
Lloyd Webber, temiendo que la melodía sonara demasiado similar a un trabajo de Puccini, y que el preludio – el tema principal del acecho – también recuerda al solo de flauta alto en la canción de 1965 "California Dreamin'" de la banda The Mamas & the Papas, le pidió opinión a su padre. De acuerdo a Lloyd Webber, le respondió, "¡Suena como un millón de dólares!"
Previamente a su inclusión en Cats, la melodía había sido pensada (pero nunca utilizada) para proyectos anteriores de Lloyd Webber, incluyendo una balada para el personaje de Perón en Evita así como una canción para Max en su borrador original de Sunset Boulevard de la década de 1970.
En su orquestación original, el clímax de la canción está en la clave de Re bemol mayor, la favorita del compositor.
Los arreglos de la letra en el musical fueron cambiados después de las grabaciones originales del tema, con el primer verso que comienza con "Midnight, not a sound from the pavement..." siendo usado solo en la breve ejecución de la canción del Acto I y con un nuevo verso, "Memory, turn your face to the moonlight..." en su lugar en la interpretación del Acto II. Además, la sección original del segundo puente se convierte en la primera insertándosele entonces un nuevo segundo puente. Consecuentemente, el arreglo de la letra para las grabaciones usualmente depende en como el artista ha interpretado el rol en escena.

## Versiones
"Memory" ha sido versionada en numerosas presentaciones musicales:
- Elaine Paige, quién estrenó el personaje de Grizabella en la producción de Cats del West End, lanzó una versión de la canción que alcanzó el "Top 10" en el Reino Unido, llegando al n° 6 en el UK Singles Chart en julio de 1981.[4] Esta versión fue regrabada en 1998 con una pequeña alteración en su letra, que fue incluida en el video difundido del musical. Esta versión llegó al n° 36 en el Reino Unido en octubre de ese año.[5] Paige también grabó una versión para su álbum de 1983 Stages.
- Barbra Streisand grabó "Memory" para su álbum de 1981 álbum Memories. Cuando se lanzó como sencillo, la versión de Streisand alcanzó el puesto n° 52 en el ranking del Billboard Hot 100 y n° 9 en el Billboard Hot Adult Contemporary Tracks en 1982. En el Reino Unido, esta versión llegó al n° 34 ese mismo año.[6]
- Barry Manilow lanzó una versión de "Memory" como sencillo a finales de 1982; esta se convirtió en la versión ranqueada más alto hasta la fecha en el Billboard Hot 100 cuando alcanzó el n° 39 en enero de 1983.[7] La grabación de Manilow también llegó al Top 10 del Billboard adult contemporary chart, alcanzando el n° 8.[8] Esta versión está incluida en su álbum Here Comes the Night.
- The Shadows realizó una versión instrumental en 1983 (forma parte de sus álbumes XXV y Moonlight Shadows).
- Johnny Mathis.
- Shirley Bassey grabó "Memory" en 1984 para el lado B de su sencillo europeo "That's Right". En 1993, regrabó la canción para su álbum Sings the Songs of Andrew Lloyd Webber.
- Mireille Mathieu grabó la canción en francés con el título de "Nos Souvenirs" (Nuestros recuerdos).
- Richard Anthony grabó la canción en 1982 con el título de "Minuit" (Medianoche).
- Sarah Brightman grabó una versión en italiano con el título de "Piano".
- Betty Buckley (la primera en representar a Grizabella en Broadway).
- Celine Dion.
- Petula Clark.
- Samuel Hui.
- José Carreras.
- Amanda Miguel, reconocida artista argentina-mexicana grabó su propia versión en español con el título de "Calla Que El Silencio Es Sagrado".
- Paloma San Basilio grabó su propia versión en español con el título de "Recuerdos".
- Rocío Banquells versión en español (1990).
- Jason Castro en la 7° edición de American Idol.
- Fran Dieli en la cuarta edición española de Operación Triunfo.
- Sandra Criado en la sexta edición española de Operación Triunfo.
- Kim Criswell en el álbum, Aspects of Andrew Lloyd Webber Volume 1.
- Kikki Danielsson (con letra en sueco de Olle Bergman con el título de "Minnet") en su álbum Kikki de 1982.[9]
- Barbara Dickson en 1985.
- Àngels Gonyalons en el musical Memory en el 1991.
- Maria Friedman en 1992.
- Lesley Garrett.
- Frances Yip.
- Howard Keel en su álbum And I Love You So
- Stephanie Lawrence, la cual después interpretó a Grizabella en Londres, en 1988.
- Julian Lloyd Webber en el álbum de 2001 Lloyd Webber Plays Lloyd Webber.
- Menage, un grupo de música disco Hi-NRG, (1983).
- Simone Simons con la banda neerlandesa de metal sinfónico Epica (aunque en la canción solo toca el piano).
- Marti Webb, la cual interpretó a Grizabella en Londres y en dos tours alrededor del Reino Unido, en su álbum de Performance de 1989.
- Jacinta Whyte.
- Susan Boyle, versionó la canción como finalista en la tercera edición de Britain's Got Talent, interpretada en vivo en la cadena británica ITV; más tarde, cuando de la noche a la mañana Boyle se convirtió en una sensación, el tema estuvo planeado para estar en su álbum début "I Dreamed a Dream" pero no fue grabado (se ha pensado para una edición próxima).
- Dianne Pilkington interpretó el personaje en el reciente UK National Tour (2006–07).
- Helena Blackman y Simona Armstrong, en el reality de la TV británica llamado How Do You Solve a Problem like Maria?.
- Anne Stalman y Sabina Petra, en el show neerlandés de TV Op Zoek naar Evita.
- Rachel Tucker y Samantha Barks, en el show de la BBC I'd Do Anything.
- Afnan Iftikhar y Dirk Johnson, en el show Superstar.
- Chrissie Hammond interpretó a Grizabella y cerró la temporada de 2002 en Londres e interpretó el personaje en dos UK National Tours, (2003–04 y 2007–08).
- Shirley Jones, en su álbum de estudio de 2008 Then & Now.
- Lama El-Homaissi en 2009.
- John Barrowman en su álbum de estudio de 2010 John Barrowman.
- Michael Ball en su álbum de estudio de 2004 I Dreamed a Dream.
- Delia Hannah, quien interpretó el rol de Grizabella en 2010.
- Lea Salonga, quien interpretó el rol de Grizabella en la producción de Cats en Manila.
- Lena Park cantó una versión en vivo para Music TV en Corea en 2009.
- Karita Mattila interpretó frecuentemente la canción al comienzo de su carrera y la grabó en su álbum Wonderful (1995).
- Frank Patterson en su álbum Frank Patterson's Broadway.
- Hayley Westenra.
- Jackie Evancho.
- Bonnie Langford, quien interpretó el personaje de Rumpleteazer en la producción de Cats de Londres a principios de la década de 1980, la versionó en su álbum de 2000 Now.
- Rose Jang para álbum digital de 2010 Songs of Hope.
- El grupo musical Big Daddy en su Cutting Their Own Groove de 1991.
- Laine MacNeil interpretando el personaje de Patty Farrell en la película Diary of a Wimpy Kid 2: Rodrick Rules, durante la escena del concurso de talentos televisivo.
- Kimberley Walsh para su álbum de 2013 Centre Stage.
- Amanda Harrison para el álbum I Dreamed a Dream: The Hits of Broadway, 2013.
- Ewa Malas-Godlewska para el álbum Sentiments (ediciones de 2006 y 2010) con la Orquesta de la Radio Polaca.
- Ayahi Takagaki, en su sencillo Next Destination (2013).
- Wing, en su álbum de 2006 Wing Sings All Your Favourites[10]
- Chris Colfer y June Squibb cantaron una versión para dúo en el episodio 19 de la 5° temporada de Glee (escrito por Colfer) llamado Old Dog, New Tricks.
- Il Divo en su álbum A Musical Affair de 2013, en el cual la canción es interpretada en inglés e italiano.